# Galley Islands
Galley Islands sind zwei winzige Inseln vor der Nordostküste der Karibikinsel Antigua des Staates Antigua und Barbuda.

## Lage und Landschaft
Die Galley Islands liegen zusammen mit weiteren kleinen Eilanden (Great Bird Island, Hells Gate Island, Red Head Island, Exchange Island, Rabbit Island und Lobster Island) vor der Nordspitze der Insel Guiana Island am Nordostende des North Sound. Sie sind dabei die kleinen Schwestern von Great Bird Island, welches am weitesten vor der Küste liegt. Von den beiden kleinen Inselchen zieht sich eine Kette von Riffkronen nach Südwesten in den North Sound. Verwaltungsmäßig gehören sie zum Saint Peter Parish.

## Nutzung und Naturschutz
Seit 2006 gehört die Insel zum North East Marine Management Area (NEMMA, 78 km²), ein recht unspezifisches Schutzgebiet. 2007 wurde auch ein Offshore Islands Important Bird Area (AG006), unter dem die antiguanischen Nebeninseln als bedeutenden Gebiet für Küstenvögel zusammengefasst sind, festgestellt.